# Санкт-Марайн-ім-Мюрцталь
Санкт-Марайн-ім-Мюрцталь (нім. Sankt Marein im Mürztal) — ярмаркова комуна  (нім. Marktgemeinde)  в Австрії, у федеральній землі Штирія. 
Входить до складу округу Брук-Мюрццушлаг.  Населення становить 2,557 осіб (станом на 31 грудня 2013 року). Займає площу 8.87 км².